# Aproctoides
Aproctoides ist eine Gattung der Filarien mit drei Arten. Sie sind Parasiten der Augenhöhle bei Vögeln.

## Merkmale
Aproctoides ähnelt in den Merkmalen der Gattung Aprocta zeigt aber zwei deutliche Abweichungen. Zum einen ist der Ösophagus in zwei deutlich verschiedene Abschnitte gegliedert. Zum anderen haben die beiden Spicula einen deutlichen Unterschied in ihrer Länge.

## Systematik
Das Interim Register of Marine and Nonmarine Genera weist folgende Arten aus:
- Aproctoides cameroni Gupta & Jaiswal, 1987
- Aproctoides lissum Chandler, 1929
- Aproctoides singhi Gupta & Kumar, 1979